# Marte Brill
Marte Brill, auch: Martha (* 5. September 1894 als Martha Leiser in Köln; † 20. Oktober 1969 in São Paulo) war eine deutschbrasilianische Schriftstellerin und Journalistin.

## Leben
Marte Leiser wurde in eine Familie jüdisch-sephardischer Abstammung hineingeboren. Bereits mit 13 Jahren verlor sie ihre Mutter, die an Tuberkulose starb, worauf ihre ältere Schwester die Mutterrolle für sie und den jüngeren Bruder übernahm. Erste Gedichte entstanden bereits 1910. Sie wurde 1917 nach einem Studium der Literatur und Staatswissenschaft mit einer Doktorarbeit zur indischen Baumwollwirtschaft in Heidelberg promoviert. 1920 heiratete sie den jüdischen Kunstmaler Erich Arnold Brill (1895–1942). Bald nach der Geburt der Tochter Alice (1920–2013) wurde die Ehe geschieden. Bis 1933 war sie Mitarbeiterin der Touristenzeitung der Hamburg-Südamerikanischen Dampfschifffahrts-Gesellschaft und schrieb außerdem regelmäßig Artikel für das Hamburger Fremdenblatt und für den Hamburger Rundfunk. Nach der Machtübernahme durch die Nationalsozialisten wurde sie wegen ihrer jüdischen Herkunft entlassen und verließ daraufhin Deutschland. Sie fand mit ihrer Tochter zunächst Zuflucht auf Mallorca, wo sie ein halbes Jahr zubrachten. Anschließend gelangte sie 1934 über Italien und Holland nach Brasilien, wohin 1935 ihr Ex-Gatte mit der Tochter folgten. Dort arbeitete sie einige Jahre als Sekretärin des 1. Hilfskomitees für deutsche Flüchtlinge, wobei ihre Aufgabe war, Quartier und Arbeit für die mittellosen, oft kinderreichen Familien zu beschaffen. Marte Brill hatte eine sozialistische und antifaschistische Einstellung, während ihr geschiedener Mann, Erich Brill, naiv und unpolitisch gewesen sein soll. Er kehrte allein von Brasilien nach Deutschland zurück und wurde 1942 im KZ Jungfernhof bei Riga Opfer des Holocaust. Marte Brill beteiligte sich trotz ihrer politischen Ansichten nicht an antifaschistischen Gruppierungen, da sie keine Kenntnis von den existierenden Gruppierungen hatte. Die Tochter Alice Brill Czapski nennt noch andere Gründe für diese politische Abstinenz:
„Man muss bedenken, dass wir zur Zeit von Getúlio Vargas uns hier einleben mussten, und dass es uns als „feindliche Ausländerinnen“ während des Krieges sogar die Umgebung von São Paulo und das Litoral (zu Deutsch: Küstengebiet) untersagt war. Es wurde kein Unterschied zwischen Deutschen und Flüchtlingen gemacht, und Getúlio war ja ausgesprochen faschistisch. Damals wollte meine Mutter den Schmelztiegel (ihren Roman) veröffentlichen, er war bei der Ed. Brasiliense praktisch schon angenommen worden, und der Verleger hatte dann nicht den Mut, ein ausgesprochen antifaschistisches Buch herauszubringen. (…) Nochmals zu unserer politischen Einstellung: wir haben immer so aktiv wie möglich den Nazismus bekämpft, ich habe z. B. noch in ganz jungen Jahren Friedensappelle mit unterzeichnet, was damals für uns nicht ungefährlich war. Ich weiß aber von keinem organisierten Widerstand, an dem wir uns hätten beteiligen können.“
Brill schrieb in Brasilien den stark autobiografisch gefärbten Roman Der Schmelztiegel, der 2003 in Deutschland bei der Büchergilde Gutenberg erschienen ist, während ihre Studie über die letzte Inquisition auf Mallorca noch unbearbeitet ist. Der Roman verschafft einen Einblick in das allgemeine politische und soziale Klima des Asyllandes Brasilien und erzählt auch vieles über den Kampf ums Überleben der „kleinen“ und unbekannten Leute. Vor allem aber zeugt er von dem Willen der Verfasserin, sich in den Schmelztiegel der Kulturen, der Brasilien ist, zu integrieren. Das Manuskript, das Marte Brill zwischen 1938 und 1941 verfasste und auf dem der Roman basiert, befindet sich in ihrem Nachlass, der im Deutschen Exilarchiv 1933–1945 der Deutschen Nationalbibliothek in Frankfurt am Main aufbewahrt wird.
In den 1960er Jahren setzte sich Brill für junge brasilianische Schriftsteller ein und fertigte literarische Übersetzungen ins Deutsche an. Das Theaterstück „Sie tragen keinen Smokingschlips“ von Gianfrancesco Guarnieri wurde in der DDR aufgeführt.

## Werke
- Der Schmelztiegel Frankfurt/M. (Büchergilde Gutenberg) 2003.